# دعوت به رقص
دعوت به رقص (انگلیسی: Invitation to the Dance) فیلمی در ژانر موزیکال و فانتزی به کارگردانی جین کلی است که در سال ۱۹۵۶ منتشر شد. از بازیگران آن می‌توان به جین کلی و آندره پروین اشاره کرد. این فیلم برنده خرس طلایی از جشنواره فیلم برلین شده‌است.